# Hippopsicon densepuncticolle
Hippopsicon densepuncticolle är en skalbaggsart som beskrevs av Stefan von Breuning 1981. Hippopsicon densepuncticolle ingår i släktet Hippopsicon och familjen långhorningar. Inga underarter finns listade i Catalogue of Life.